# Idiops syriacus
Idiops syriacus är en spindelart som beskrevs av O. Pickard-Cambridge 1870. Idiops syriacus ingår i släktet Idiops och familjen Idiopidae. Inga underarter finns listade i Catalogue of Life.